# ميشيل بيروب
ميشيل بيروب (بالإنجليزية: Michelle Berube)‏ هي لاعبة جمباز إيقاعي ‏ وممثلة أمريكية، ولدت في 1 مارس 1966 في روتشستر هيلز في الولايات المتحدة.

## وصلات خارجية
- ميشيل بيروب على موقع أوليمبيديا (الإنجليزية)
- ميشيل بيروب على موقع IMDb (الإنجليزية)
- ميشيل بيروب على موقع قاعدة بيانات الفيلم (الإنجليزية)